# Scutellastra barbara
Scutellastra barbara is een slakkensoort uit de familie Patellidae. De wetenschappelijke naam is gepubliceerd in 1758 door Linnaeus in de tiende editie van Systema naturae.